# Verlaine (Liège)
Pour les articles homonymes, voir Verlaine (homonymie).
Verlaine [vɛʀlɛn] (en wallon Verlinne, /vɛʀ.'lɛ̃n/) est une commune francophone de Belgique située en Région wallonne dans la province de Liège, ainsi qu’une localité où siège son administration.

## Géographie

### Sections de commune
| # | Nom                | Superf. (km²) | Habitants (2020) | Habitants par km² | Code INS |
| - | ------------------ | ------------- | ---------------- | ----------------- | -------- |
| 1 | Verlaine           | 12,03         | 2.474            | 206               | 61063A   |
| 2 | Bodegnée           | 3,67          | 760              | 207               | 61063B   |
| 3 | Chapon-Seraing     | 4,29          | 764              | 178               | 61063C   |
| 4 | Seraing-le-Château | 4,40          | 279              | 63                | 61063D   |

### Hameaux
Borsu, Oudoumont, Hepsée, Rogerée, Gerbehaye.

### Communes limitrophes
| Faimes              | Donceel  |                         |
| Villers-le-Bouillet | Verlaine | Saint-Georges-sur-Meuse |
| Villers-le-Bouillet | Amay     |                         |

## Démographie

### Démographie: Avant la fusion des communes
- Source: DGS recensements population

### Démographie: Commune fusionnée
En tenant compte des anciennes communes entraînées dans la fusion de communes de 1977, on peut dresser l'évolution suivante :
Les chiffres des années 1831 à 1970 tiennent compte des chiffres des anciennes communes fusionnées.
- Source: DGS , de 1831 à 1981=recensements population; à partir de 1990 = nombre d'habitants chaque 1 janvier[2]

## Héraldique
|  | La commune ne possède pas d'armoiries. Source du blasonnement : Heraldy of the World. |

## Politique et administration

### Conseil et collège communal 2024-2030
| Collège communal  |                 |                             |
| ----------------- | --------------- | --------------------------- |
| Bourgmestre       | Vincent Gerday  | Intérêts Communaux Verlaine |
| 1er Échevin       | Benoît Dessart  | Intérêts Communaux Verlaine |
| 2e Échevine       | Justine Comijn  | Intérêts Communaux Verlaine |
| 3e Échevine       | Gwendoline Poty | Intérêts Communaux Verlaine |
| Président du CPAS | Patrick Danze   | Intérêts Communaux Verlaine |

## Patrimoine et culture

### Patrimoine architectural et sites
- L'église Saint-Rémy date du XIIe siècle, mais a été remaniée aux XVe et XVIe siècles ; elle possède un clocher tors.
- Le tumulus de Verlaine appelé aussi « tombe de Verlaine » est repris sur la liste du patrimoine exceptionnel de la Région wallonne.
- Voir aussi la liste du patrimoine immobilier classé de Verlaine.

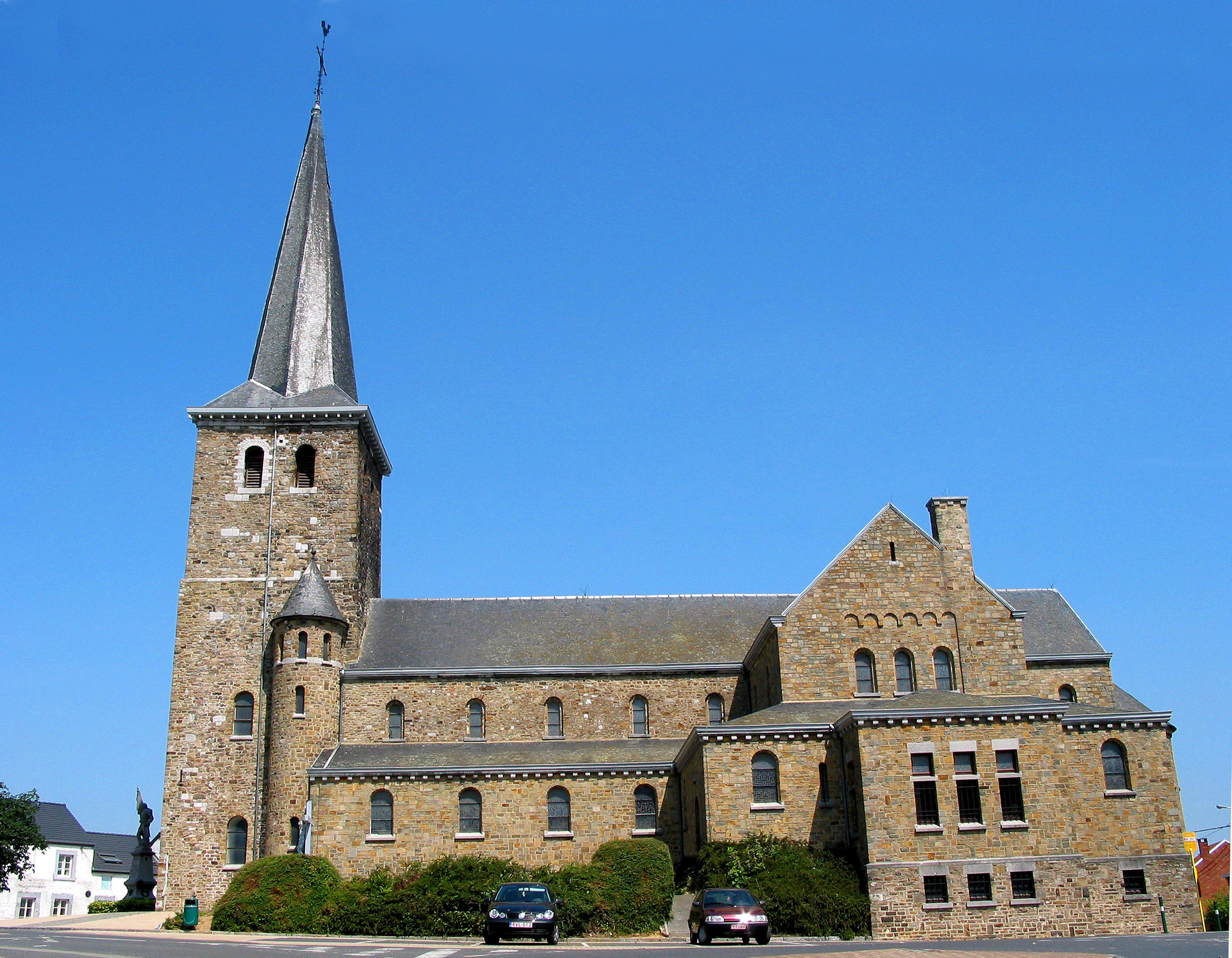
L'église Saint-Rémy.
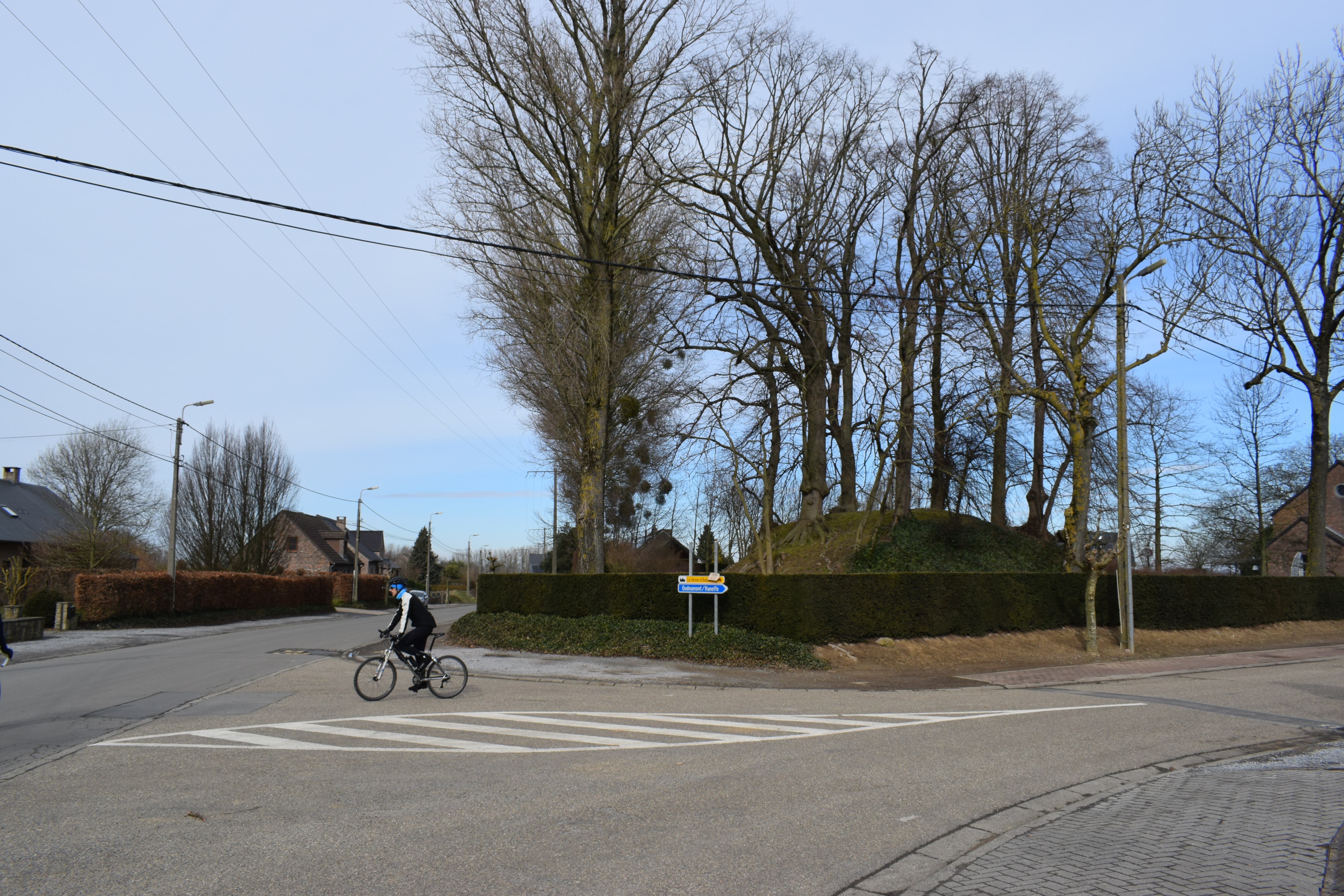
Tumulus de Verlaine.
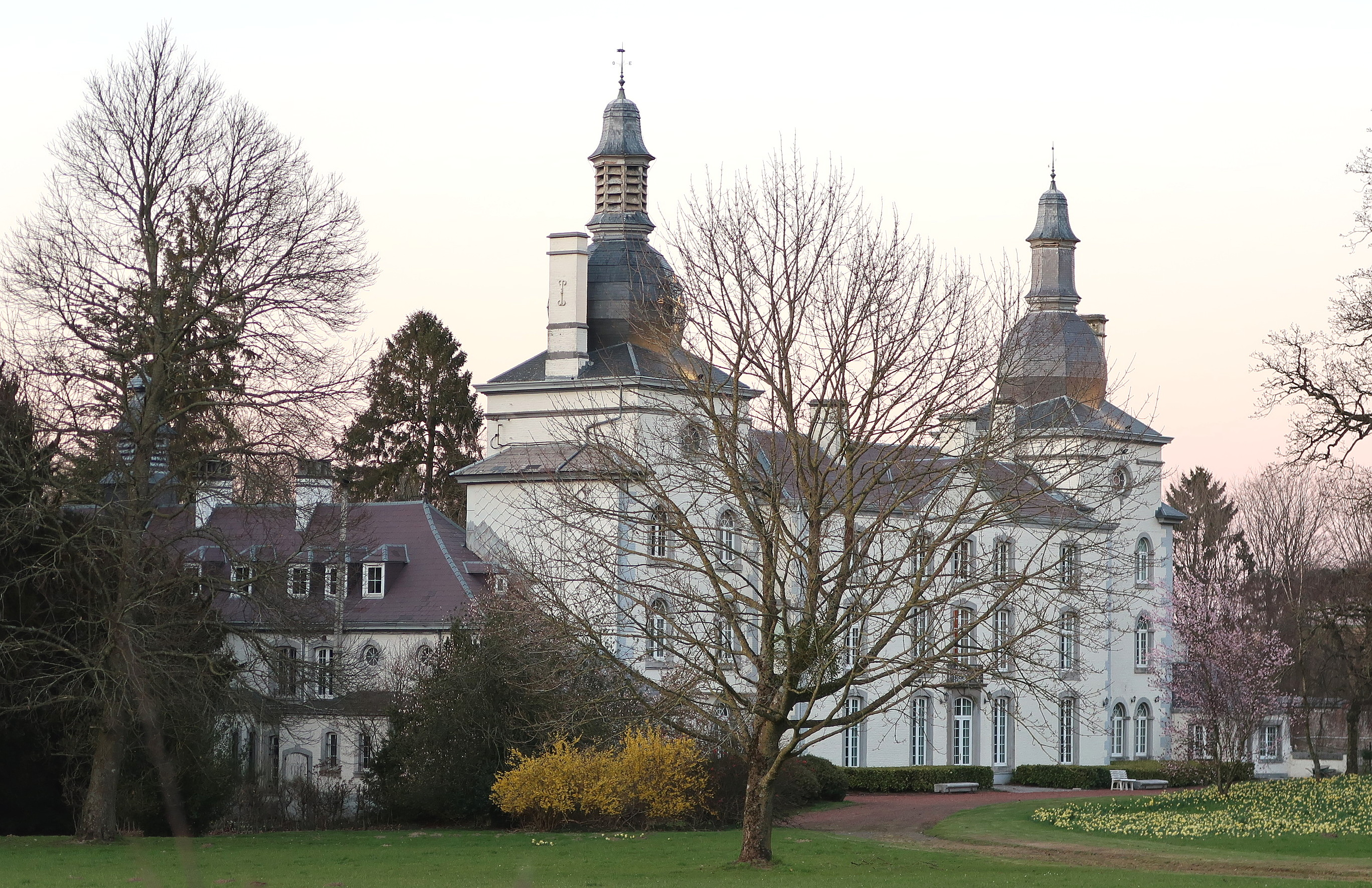
Château d'Oudoumont.
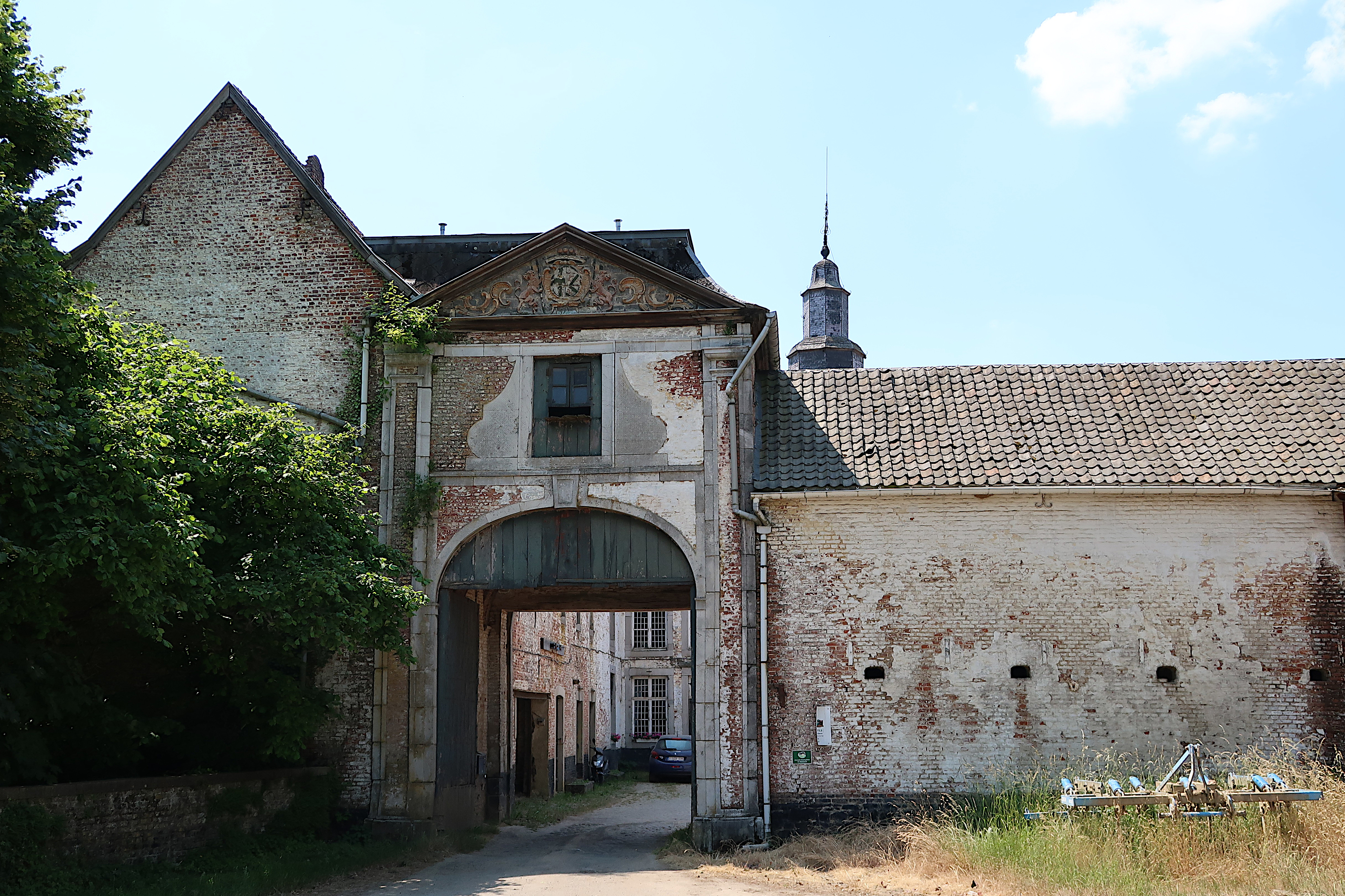
Château-ferme de Borsu.
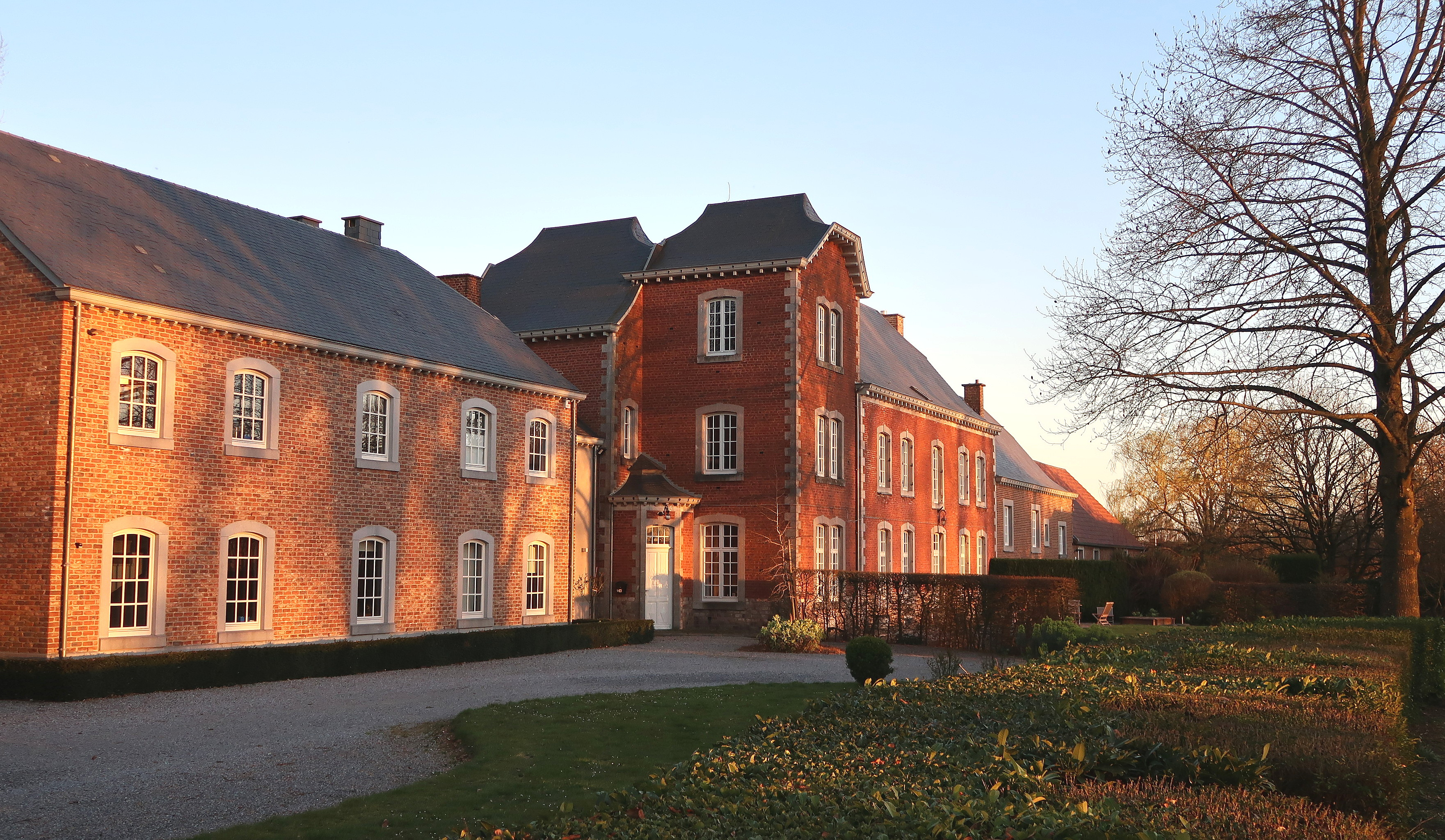
Ferme de la Petite Borsu.

## Économie
La localité compte de nombreuses petites entreprises, conserverie de fruits, siroperie et atelier de construction.